# Kitaro Nishida
Kitarō Nishida (Nishida Kitarō (西田 幾多郎), 19 de maio, 1870 – 7 de junho de 1945) foi um filósofo moral japonês, filósofo da matemática e da ciência, além de estudioso da religião. Ele foi o fundador do que veio a ser conhecido como a Escola de Kyoto de filosofia. Nishida graduou-se em filosofia pela Universidade de Tóquio durante o Período Meiji, em 1894. Em 1899, foi nomeado professor da Quarta Escola Superior, localizada na Província de Ishikawa, e mais tarde tornou-se professor de filosofia na Universidade de Kyoto. Nishida aposentou-se em 1927. Em 1940, foi agraciado com a Ordem da Cultura (文化勲章, bunka kunshō). Também participou da fundação do Instituto de Tecnologia de Chiba (千葉工業大学) a partir de 1940.
Kitarō Nishida faleceu aos 75 anos, vítima de uma infecção renal. Seus restos cremados foram divididos em três partes e sepultados em diferentes locais. Uma parte foi enterrada no túmulo da família Nishida, em sua cidade natal, , Unoke, Ishikawa. Um segundo túmulo encontra-se no Templo Tōkei-ji, em Kamakura, onde seu amigo D. T. Suzuki organizou seu funeral — e onde o próprio Suzuki também viria a ser sepultado, no terreno adjacente. O terceiro túmulo de Nishida está no templo Reiun'in (霊雲院, Reiun'in), que integra o complexo Myōshin-ji, em Kyoto.

## Filosofia
Nascido em 1870, durante os primeiros anos do Período Meiji, Nishida viveu em um contexto de intensas transformações intelectuais no Japão, marcado pelo encontro entre as tradições filosóficas orientais e as ideias da filosofia ocidental. Sua filosofia original e criativa, que integrava elementos do zen e do pensamento ocidental, tinha como objetivo promover uma aproximação entre Oriente e Ocidente.
Ao longo de sua vida, Nishida publicou diversos livros e ensaios, incluindo Zen no Kenkyū (Uma Investigação sobre o Bem), Bashoteki ronri to shūkyōteki Sekaikan (A Lógica do Lugar do Nada e a Visão Religiosa de Mundo), entre outros.
Sua obra constitui o alicerce da Escola de Kyoto e serviu como principal fonte de inspiração para o pensamento original de seus discípulos.
Um dos conceitos mais conhecidos da filosofia de Nishida é a Lógica do basho (japonês: 場所; normalmente traduzido como “lugar”), uma lógica concreta e não dualista, formulada para superar as limitações da distinção sujeito-objeto, essencial tanto à lógica do sujeito de Aristóteles quanto à lógica do predicado de Immanuel Kant. Em contraste com a lógica dialética de G.W.F. Hegel, a lógica de Nishida afirma o que ele chama de “identidade absolutamente contraditória de si mesmo” — uma tensão dinâmica entre opostos que não se resolve em uma síntese. Em vez disso, define seu verdadeiro sujeito mantendo a tensão entre afirmação e negação como polos ou perspectivas opostas.
Em Zen no Kenkyū, Nishida escreve sobre experiência, realidade, bem e religião. Ele argumenta que a forma mais profunda de experiência é a experiência pura. Segundo Nishida, em consonância com a essência da sabedoria asiática, a experiência humana é marcada por um desejo profundo de harmonia — um impulso em direção à unidade.

## Legado

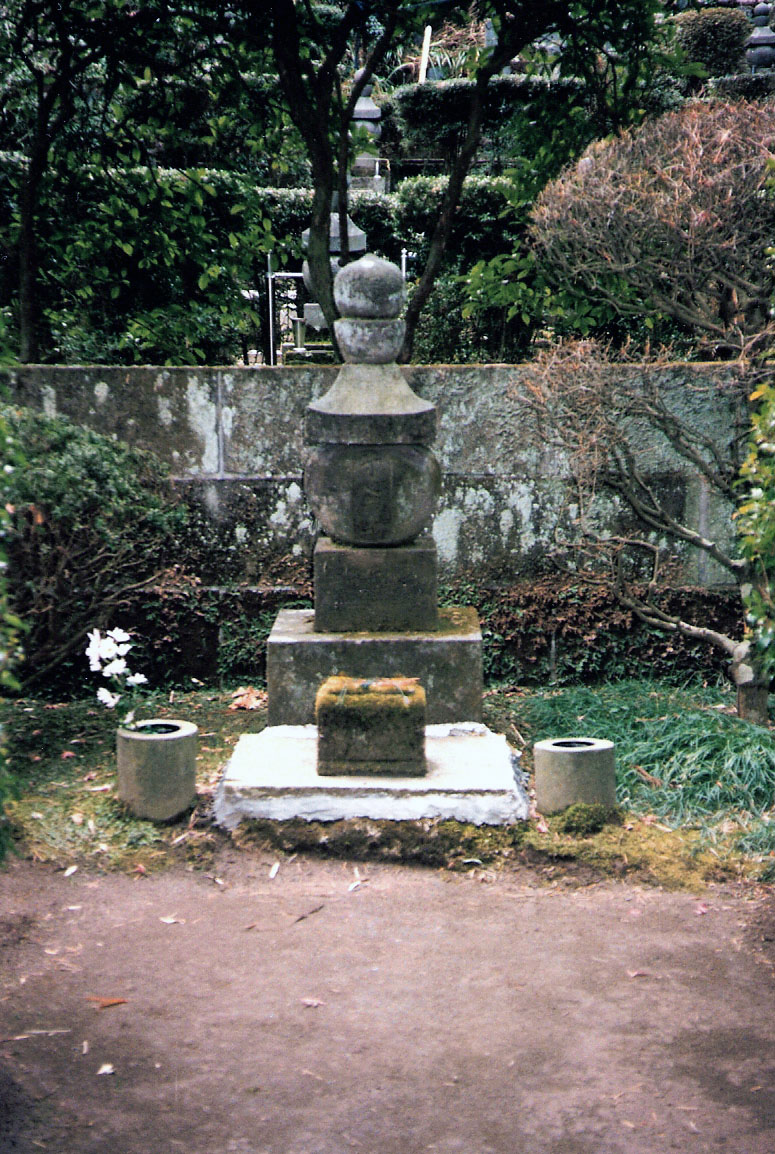
Túmulo de Nishida Kitarō em Kamakura

Segundo Masao Abe, "Durante a Segunda Guerra Mundial, pensadores da direita o atacaram por considerá-lo antinacionalista, devido à sua valorização da filosofia ocidental e da lógica. Mas, após a guerra, pensadores da esquerda criticaram sua filosofia como nacionalista, por conta de sua ênfase na noção tradicional de nada. Nishida reconhecia um tipo de universalidade na filosofia e na lógica ocidentais, mas não aceitava que essa fosse a única forma de universalidade."
Nishida considerava Deus "indispensável e decisivo".

## Obras
- Nishida Kitarō Zenshū (西田幾多郎全集, Obras Completas de Nishida Kitarō). 1ª edição (1947–1953), 20 volumes, Tóquio: Iwanami Shoten – em japonês.
- Nishida Kitarō Zenshū (西田幾多郎全集, Obras Completas de Nishida Kitarō). Nova edição (2002–2009), 24 volumes, editada por A. Takeda, K. Riesenhueber, K. Kosaka e M. Fujita, Tóquio: Iwanami Shoten  – em japonês.

### Traduções para o inglês
- An Inquiry into the Good, trans. Masao Abe and Christopher Ives. New Haven: Yale University Press, 1990.
- "An Explanation of Beauty," trans. Steve Odin. Monumenta Nipponica vol. 42 no. 2 (1987): 211–217.
- Intuition and Reflection in Self-Consciousness, trans. Valdo H. Viglielmo, Takeuchi Yoshinori and Joseph S. O'Leary. Albany: State University of New York Press, 1987.
- Last Writings: Nothingness and the Religious Worldview, trans. David Dilworth. Honolulu: University of Hawaii Press, 1993.
- Place and Dialectic: Two Essays by Nishida Kitaro, trans. John W. M. Krummel and Shigenori Nagatomo. Oxford; New York: Oxford University Press, 2012.
- Ontology of Production: Three Essays, trans. William Haver. Durham, NC: Duke University Press, 2012.
- The Unsolved Issue of Consciousness, trans. John W. M. Krummell, in Philosophy East and West 62, no 1 (2012): 44–59.

### Traduções para o francês
- L’Éveil à soi, trans. Jacynthe Tremblay. Paris: CNRS Éditions, 2003, 298 p.
- De ce qui agit à ce qui voit, trans. Jacynthe Tremblay. Montréal: Presses de l'Université de Montréal, 2015, 364 p.
- Autoéveil. Le Système des universels, trans. Jacynthe Tremblay. Nagoya: Chisokudō Publications, 2017.

### Livros

#### Inglês
- Carter, Robert E. The Nothingness beyond God: An Introduction to the Philosophy of Nishida Kitaro Paragon House, 1989. ISBN 1-55778-761-1)
- Christopher Ives. Imperial-Way Zen: Ishikawa Hakugen's Critique and Lingering Questions for Buddhist Ethics. University of Hawaii Press, 2009. ISBN 978-0-8248-3331-2
- Heisig, James W. Philosophers of Nothingness University of Hawaii Press, 2001. ISBN 0-8248-2481-4
- Mayeda, Graham. Japanese Philosophers on Society and Culture: Nishida Kitarō, Watsuji Tetsurō, and Kuki Shūzō. Lanham: Lexington Books, 2020. ISBN 978-1-4985-7208-8
- Nishitani Keiji. Nishida Kitaro University of California Press, 1991. ISBN 0-520-07364-9
- Wargo, Robert J. J. The Logic Of Nothingness: A Study Of Nishida Kitaro. University of Hawaii Press, 2005. ISBN 0-8248-2969-7
- Yusa Michiko. Zen & Philosophy: An Intellectual Biography of Nishida Kitaro. University of Hawaii Press, 2002. ISBN 0-8248-2459-8

#### Francês
- Tremblay Jacynthe, Nishida Kitarō. Le Jeu de l’individuel et de l’universel, Paris, CNRS Éditions, 2000, 334 p.
- Tremblay Jacynthe, Introduction à la philosophie de Nishida, Paris, L’Harmattan, 2007, 141 p.
- Tremblay Jacynthe, Auto-éveil et temporalité. Les Défis posés par la philosophie de Nishida, Paris, L’Harmattan, 2007, 229 p.
- Tremblay Jacynthe, L’Être-soi et l’être-ensemble. L’Auto-éveil comme méthode philosophique chez Nishida, Paris, L’Harmattan, 2007, 194 p.
- Tremblay Jacynthe, Je suis un lieu, Montréal, Les Presses de l’Université de Montréal, 2016, 316 p.
- Tremblay Jacynthe (ed.), Laval Théologique et Philosophique. Philosophie japonaise du XXe siècle, 64 (June 2008, no. 2) 233-573.
- Tremblay Jacynthe (ed.), Philosophes japonais contemporains, Montréal, Presses de l’Université de Montréal, 2010, 492 p.
- Tremblay Jacynthe (ed.), Théologiques. Les philosophes de l’École de Kyōto et la théologie 12 (2012, no. 1-2) 3-383.
- Tremblay Jacynthe (ed.), Milieux modernes et reflets japonais. Chemins philosophiques, Québec, Presses de l’Université Laval, 2015, 286 p. (with Marie-Hélène Parizeau).

### Artigos
- Botz-Bornstein, Thorsten. "Nishida and Wittgenstein: from pure experience to Lebensform or new perspectives for a philosophy of intercultural communication," Asian Philosophy 13,1 (2003): 53–70.
- Botz-Bornstein, Thorsten. "The I and the Thou: A Dialogue between Nishida Kitarō and Mikhail Bakhtin,” Japan Review 16 (2004): 259–284.
- Heisig, James W. and Rein Raud, eds. "Nishida’s Deodorized Basho and the Scent of Zeami’s Flower." Classical Japanese Philosophy (Nagoya: Nanzan Institute for Religion & Culture, 2010): 247–73.
- Heisig, James W. “Nishida’s Medieval Bent,” Japanese Journal of Religious Studies 31/1 (2004): 55–72.
- Heisig, James W. “Non-I and Thou: Nishida, Buber, and the Moral Consequences of Self-Actualization,” Philosophy *East and West 50: 2 (2000): 179–207.
- Heisig, James W. “Philosophy as Spirituality: The Way of the Kyoto School,” Takeuchi Yoshinori et al., ed., Buddhist Spirituality. Volume 2: Later China, Korea, Japan, and the Modern World, (New York: Crossroad, 1999), 367–88.
- Heisig, James W. “Nothing and Nowhere East and West: Nishida Kitarō and Hints of a Common Ground.” Angelaki 17/3 (2012): 17 –30. Angelaki 17/3 (2012): 17–30.
- Loughnane, Adam. “Nishida and Merleau-Ponty: Art, ‘Depth,’ and ‘Seeing without a Seer,’” European Journal of Japanese Philosophy 1 (2016): 47–74.
- Raud, Rein. "'Place' and 'being-time': spatiotemporal concepts in the thought of Nishida Kitarō and Dōgen Kigen." Philosophy East and West, 54 No 1 (2004): 29-51.
- Rigsby, Curtis A. "Nishida on God, Barth and Christianity," Asian Philosophy 19, no. 2 (2009): 119-157.